# Quando la coppia scoppia
Quando la coppia scoppia è un film italiano del 1981 diretto da Steno.

## Trama
Enrico Granata, vignettista trentenne, vive una improvvisa crisi coniugale con la moglie Angela, che gli confessa di non amarlo più. Di mezzo c'è la piccola figlia Anna e un misterioso uomo di cui Enrico conosce solo le iniziali: PG, che poi scoprirà stanno per Piergiorgio. Questi è un fotografo e reporter francese col quale la moglie ha stretto una relazione, ed Enrico, trasferitosi in un residence abitato da separati, comincia a organizzare espedienti per mantenere i contatti con la figlia e far litigare la moglie con l'amante. L'ardua impresa del marito separato si attua in forme rocambolesche: l'uomo cerca di conoscere i lati deboli dell'amante per avversarlo in tutti i modi e per apparire superiore a lui agli occhi di moglie e figlia.
Enrico, durante una seduta terapeutica destinata a coppie separate, conosce Rossana, separata con un figlio, che comprende i suoi stati d'animo e gli sforzi che sta compiendo, ed attratta da lui è disposta ad aiutarlo. Gli espedienti di Enrico vanno avanti serratamente culminando in una scazzottata liberatoria tra lui e Piergiorgio, proprio quando sembra che egli sia riuscito nell'intento di apportare aria di crisi tra Angela e Piergiorgio. Ma proprio quello è anche il momento in cui Enrico avverte di essersi innamorato di Rossana, e la bacia sotto gli occhi della moglie sbigottita e del suo amante incredulo. Superato il conflitto tra l'ideale di uomo moderno ed il carattere di uomo geloso, che a suo modo Enrico è riuscito a contemperare senza far travalicare né l'uno né l'altro, nasce un'inaspettata amicizia tra Enrico e Piergiorgio, al termine della scazzottata, durante la quale Angela e Rossana si sono conosciute e hanno solidarizzato tra loro. Tutti e quattro intraprendono una corsa in auto verso l'aeroporto di Fiumicino.